# Gertrude Enderle-Burcel
Gertrude Enderle-Burcel (geb. Burcel; * 8. November 1950 in Mistelbach an der Zaya) ist eine österreichische Historikerin. Sie ist langjährige Mitherausgeberin der Ministerratsprotokolle der Ersten und Zweiten Republik.

## Leben
Enderle-Burcel wurde 1950 als Tochter eines Metallarbeiters, dessen Familie aus der Slowakei stammte, in Niederösterreich geboren. Sie besuchte die Hauptschule im 2. Wiener Gemeindebezirk (Leopoldstadt). Nach der Reifeprüfung 1970 am musisch-pädagogischen Bundesrealgymnasium im 1. Wiener Gemeindebezirk (Innere Stadt) studierte Enderle-Burcel Germanistik, Geschichte und Wirtschaftsgeschichte an der Universität Wien. Im Jahr 1979 wurde sie bei Erika Weinzierl am Institut für Zeitgeschichte mit der bei Ludwig Jedlicka begonnenen Dissertation Die österreichisch-italienischen Wirtschaftsbeziehungen 1919–1923 zur Dr. phil. promoviert.
1979 wurde sie Mitarbeiterin (Bearbeiterin) der Edition der Ministerratsprotokolle (MRP) der Ersten Republik Österreich im Rahmen der Österreichischen Gesellschaft für historische Quellenstudien, deren Mitglied sie ist. 1982 wechselte sie auf Planstellen in das Bundesministerium für Wissenschaft und Forschung (BMWF) und 1986 in das Österreichische Staatsarchiv (ÖStA) in Wien. Von 1988 bis 2015 war sie wissenschaftliche Leiterin der begonnenen Edition im ÖStA. Von 1988 bis 1993 war sie Mitarbeiterin eines Forschungsprojekts zu Banken an der London School of Economics. Danach wurde sie Mitarbeiterin eines unter der Leitung von Alice Teichova stehenden Forschungsprojekts zur Finanzpolitik Österreichs in Mitteleuropa der Zwischenkriegszeit im BMWF. 1995 übernahm sie die wissenschaftliche Projektleitung der Edition der Protokolle des Kabinettsrates der Provisorischen Staatsregierung Renner 1945. 1997 wurde sie Hofrat im ÖStA. 1997 wurde sie Projektleiterin der Edition der MRP der Bundesregierung Figl I und 2000 des Wirtschaftlichen Ministerkomitees der Regierung Figl. 2003 wurde sie stellvertretende Leiterin der Stabsstelle im ÖStA. In den 2000er Jahren organisierte sie internationale Konferenzen. 2013 erhielt sie den Berufstitel Professorin.
Von 1995 bis 2000 war sie Mitglied der Redaktion der Mitteilungen des Österreichischen Staatsarchivs (MÖSTA). Ferner ist sie seit 2014 Autorin bei der Virtuellen Ausstellung „100 Jahre erster Weltkrieg“ des ÖStA und ständige Mitarbeiterin beim Österreichisch Biographischen Lexikon 1815–1950 der Österreichischen Akademie der Wissenschaften. Ihre Forschungsschwerpunkte sind die Geschichte der Ersten und Zweiten Republik Österreich, insbesondere der Ständestaat und die Wirtschaftsgeschichte. 
Enderle-Burcel ist mit einem Journalisten verheiratet.

## Schriften (Auswahl)
Neben den Editionen der Ministerratsprotokolle wirkte sie an u. a. folgenden Veröffentlichungen mit:
- Mandatare im Ständestaat: Christlich – ständisch – autoritär, 1934–1938. Biographisches Handbuch der Mitglieder des Staatsrates, Bundeskulturrates, Bundeswirtschaftsrates und Länderrates sowie des Bundestages. Hrsg. durch das Dokumentationsarchiv des Österreichischen Widerstandes und die Österreichische Gesellschaft für Historische Quellenstudien, Wien 1991, ISBN 3-901142-00-2.
- mit Robert S. Budig, Peter Enderle: Ehrengräber am Wiener Zentralfriedhof. Compress Verlag, Wien 1995, ISBN 3-900607-26-5.
- mit Michaela Follner: Diener vieler Herren: Biographisches Handbuch der Sektionschefs der Ersten Republik und des Jahres 1945. Hrsg. durch das Dokumentationsarchiv des Österreichischen Widerstandes und die Österreichische Gesellschaft für Historische Quellenstudien, Wien 1997, ISBN 3-901142-32-0.
- mit Helga Embacher, Hanns Haas, Charlotte Natmessnig (Hrsg.): Vom Zerfall der Großreiche zur Europäischen Union: Integrationsmodelle im 20. Jahrhundert (= Mitteilungen des Österreichischen Staatsarchivs. Sonderband 4). Berger, Horn 2000, ISBN 3-85028-322-4.
- mit Dieter Stiefel, Alice Teichova (Hrsg.): „Zarte Bande“: Österreich und die europäischen planwirtschaftlichen Länder = „Delicate relationships“ (= Mitteilungen des Österreichischen Staatsarchivs. Sonderband 9). Studienverlag, Innsbruck/Wien/Bozen 2006, ISBN 978-3-7065-4336-1.
- (Hrsg.): Adolf Schärf: Tagebuchnotizen des Jahres. 2 Bände, Studienverlag, Innsbruck/Wien/Bozen 2008/10.

- 1955 (= Veröffentlichungen der Österreichischen Gesellschaft für Historische Quellenstudien. Band 1). 2008, ISBN 978-3-7065-4546-4.
- 1952 (= Veröffentlichungen der Österreichischen Gesellschaft für Historische Quellenstudien. Band 2). 2010, ISBN 978-3-7065-4857-1.

- mit Piotr Franaszek, Dieter Stiefel, Alice Teichova (Hrsg.): Gaps in the Iron Curtain. Economic relations between neutral and socialist countries in Cold War Europe. Jagiellonian University Press, Krakau 2009, ISBN 978-83-233-2532-1.
- mit Rudolf Agstner, Michaela Follner: Österreichs Spitzendiplomaten zwischen Kaiser und Kreisky. Biographisches Handbuch der Diplomaten des Höheren Auswärtigen Dienstes 1918 bis 1959. Hrsg. durch das Dokumentationsarchiv des Österreichischen Widerstandes und die Österreichische Gesellschaft für Historische Quellenstudien, Fassbaender, Wien 2009, ISBN 978-3-902575-23-4.
- mit Alexandra Neubauer-Czettl, Edith Stumpf-Fischer (Hrsg.): Brüche und Kontinuitäten 1933 – 1938 – 1945. Fallstudien zu Verwaltung und Bibliotheken (= Mitteilungen des Österreichischen Staatsarchivs. Sonderband 12). Studienverlag, Innsbruck/Wien/Bozen 2013, ISBN 978-3-7065-5198-4.
- mit Ilse Reiter-Zatloukal (Hrsg.): Antisemitismus in Österreich 1933–1938. Böhlau, Wien 2016, ISBN 978-3-205-20126-7.